# Niu Guannan
Niu Guannan (em chinês:  牛 冠男; Guiyang, 10 de maio de 1992) é uma jogadora de polo aquático chinesa.

## Carreira
Niu fez parte da equipe da China que finalizou na sétima colocação nos Jogos Olímpicos de 2016, no Rio de Janeiro.